# Liste von Zuflüssen der Saône

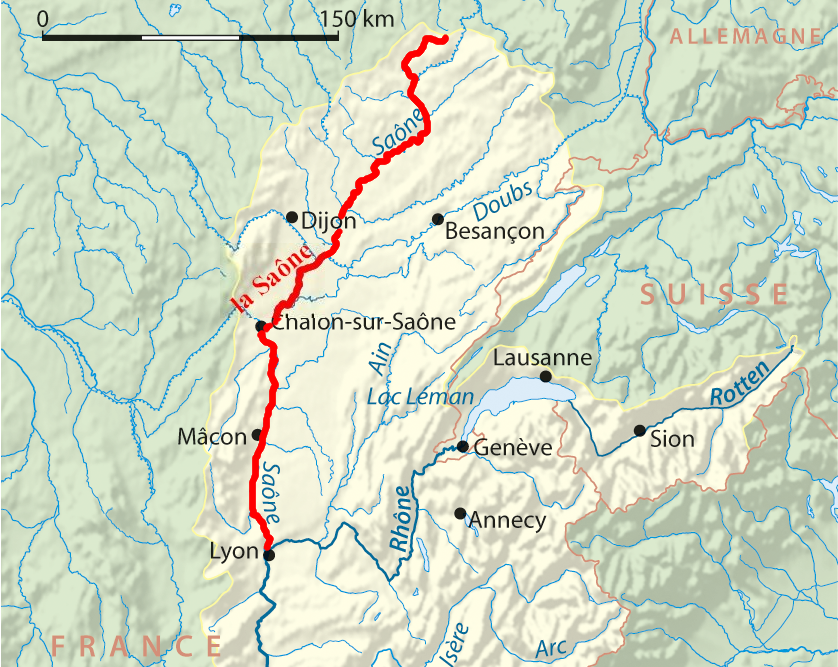
Verlauf der Saône (rot eingefärbt)

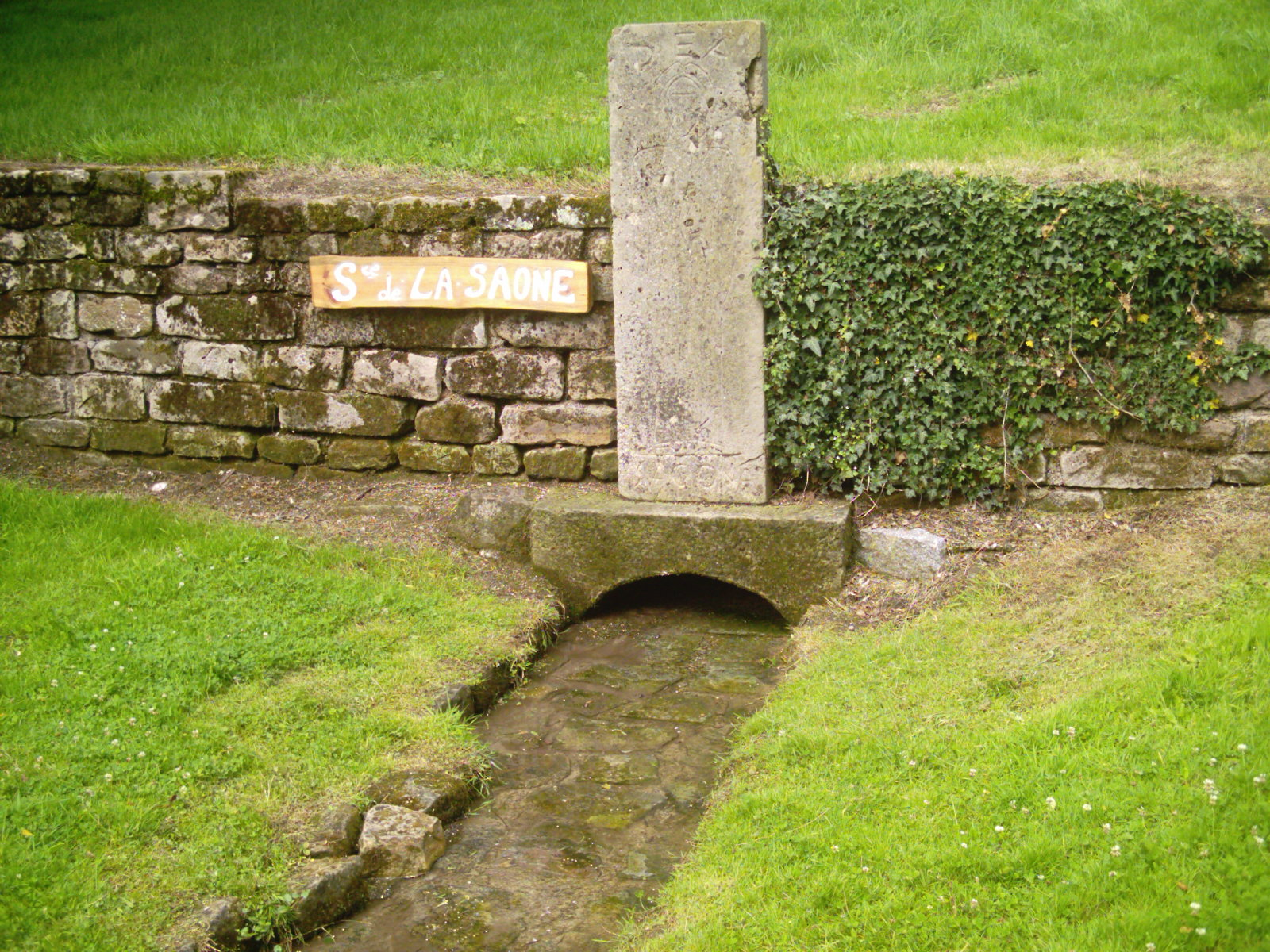
Quelle der Saône

Die Liste von Zuflüssen der Saône beinhaltet auch kleine Zuflüsse der Saône. Sie ist ab der Quelle 473 Kilometer lang. Ihr Einzugsgebiet beträgt 29.900 Quadratkilometer.

## Zuflüsse der Saône bis Ognonmündung

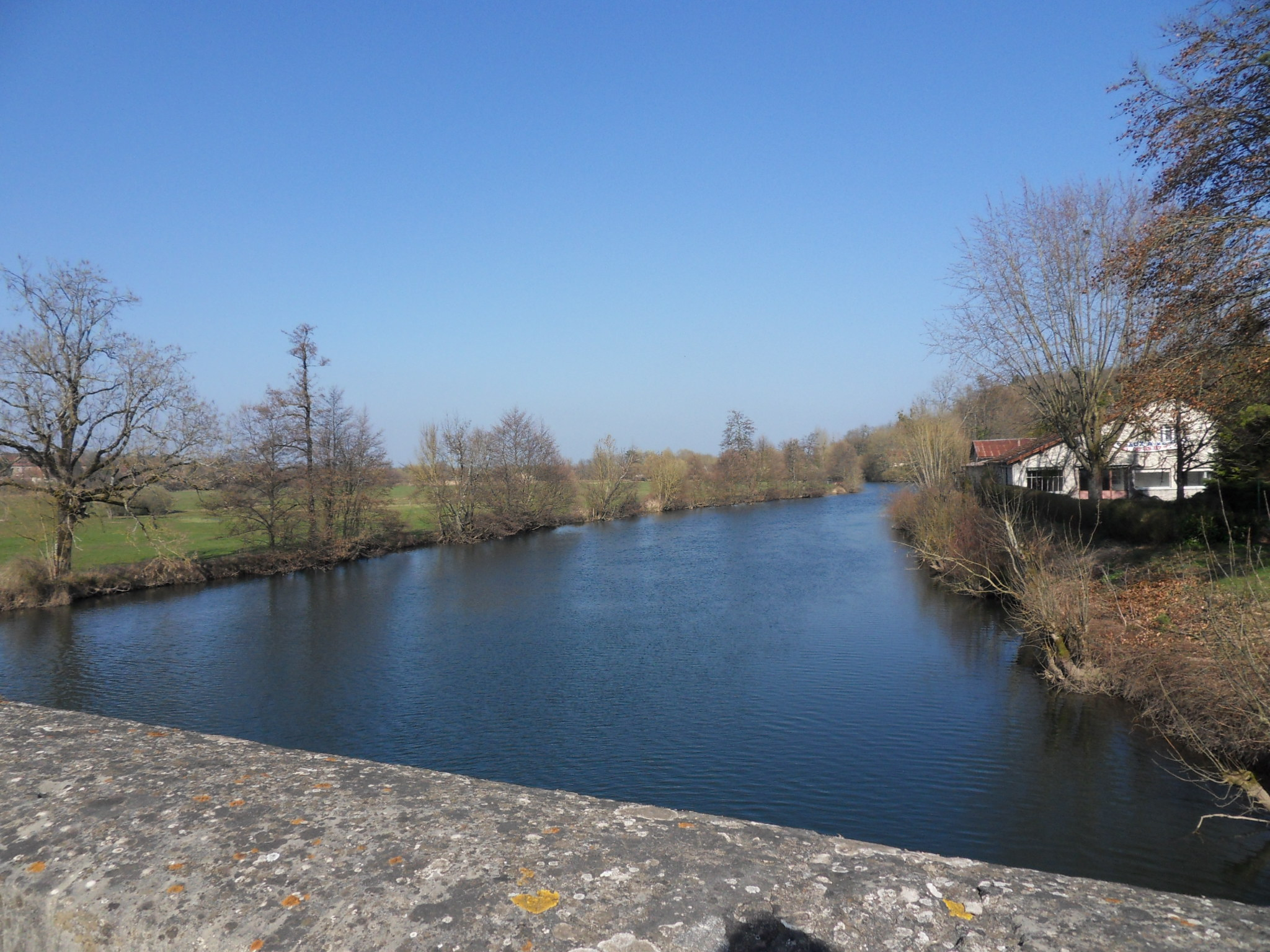
Die Lanterne

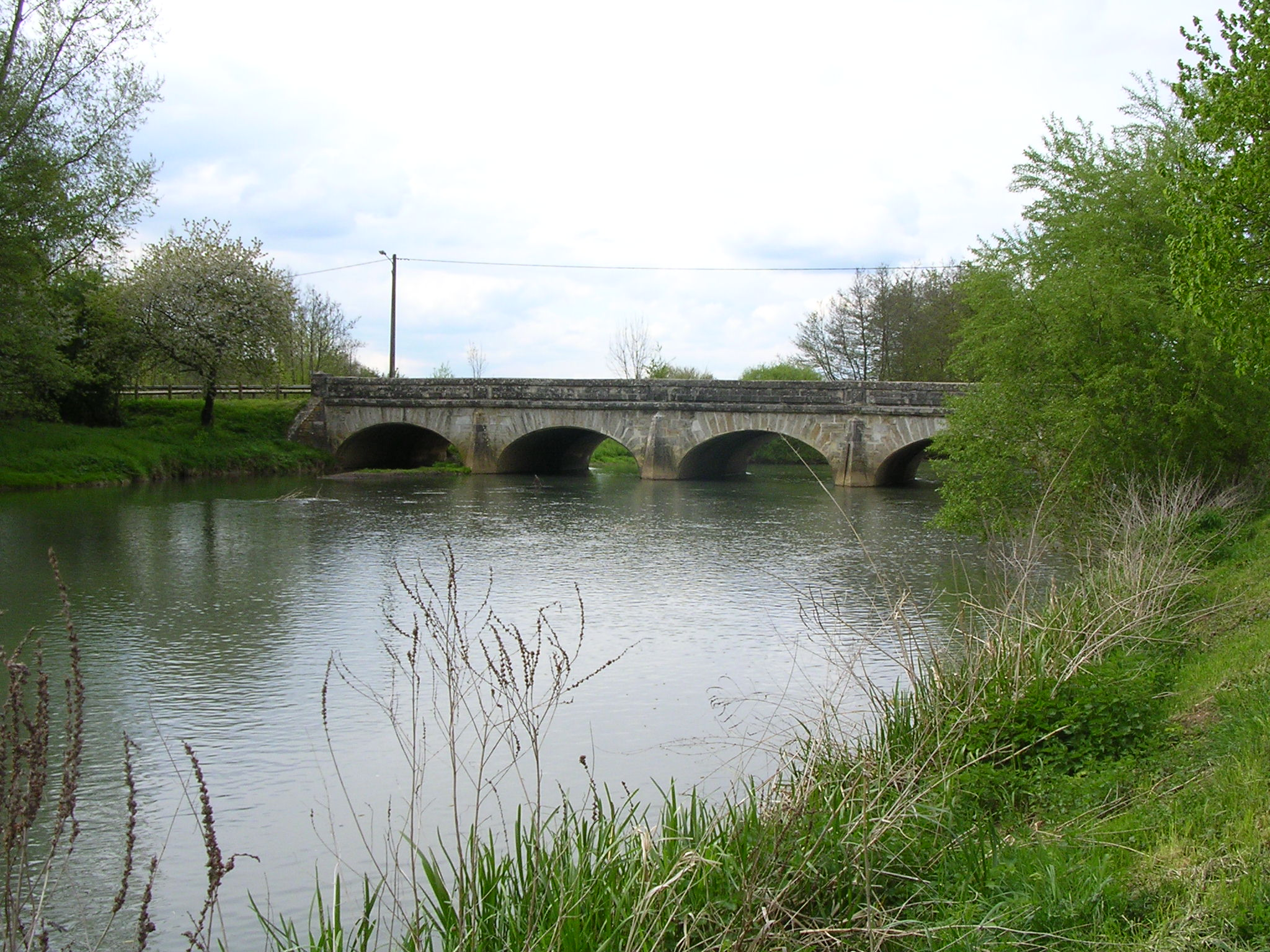
Die Vingeanne

| linke Zuflüsse: - Ruisseau des Bocards - Ourche - Ruisseau du Préfonrupt - Ruisseau Vadry - Ruisseau de la Etang - Orivelle - Côney - Ruisseau de Tercey - Ruisseau de Miévillers - Ruisseau de Chasseaux - Ruisseau de Champpey - Ruisseau de la Sacquelle - Ruisseau de Révillon - Superbe - Lanterne - Scyotte - Durgeon - Ruisseau de Quette - Ruisseau de Vy le Ferroux - Ruisseau des Puits - Romaine - Ruisseau de la Fourouse - Raye du Bief - Pothelet - Morte - Roye Taclée - Tenise - Roye - Ognon | rechte Zuflüsse: - Ruisseau de Bois le Saint - Ruisseau de Joncey - Ruisseau du Grand Moulin - Ruisseau de Thoillières - Ruisseau du Bois le Comte - Ruisseau de Belmont - Ruisseau des Essarts - Mause - Ruisseau de la Deuille - Ruisseau Haut Fer - Ruisseau des Chamonts - Apance - Bazeuille - Noue du Paradis - Vieille - Amance - Ougeotte - Rivière Neuve - Pupt de Sèche Pré - Ruisseau d'Aboncourt - Ruisseau du Pont des Creux - Ruisseau des Sept Fontaines - Ruisseau de la Fontaine l'Hermite - Ru de Vau - Ravin - Bonde - Gourgeonne - Vannon - Salon - Ru Fossés - Raie du Fourneau - Bonne Fontaine - Ruisseau des Écoulottes - Soufroide - Ruisseau de Échalonge - Vingeanne |

## Zuflüsse der Saône bis Lyon

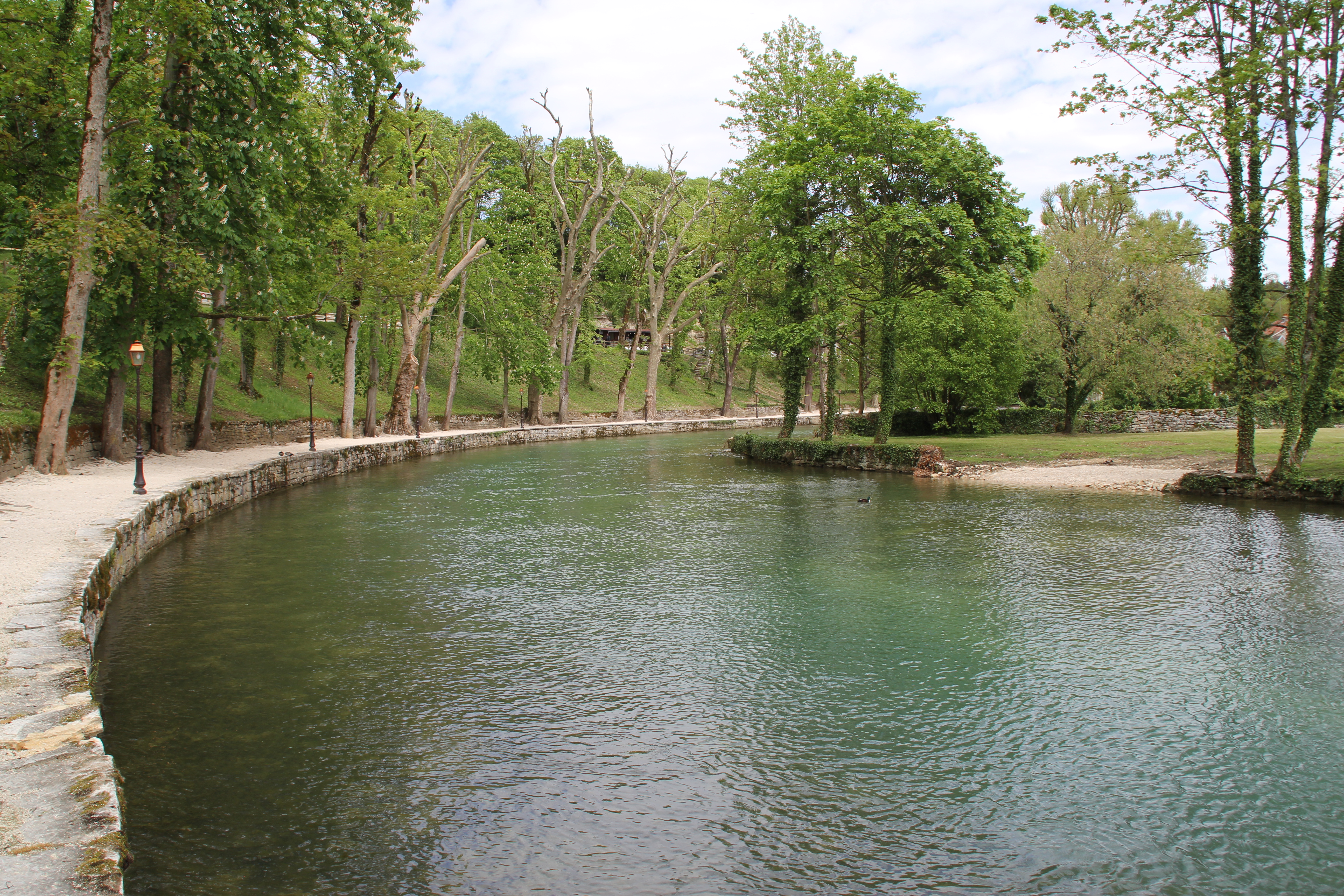
Die Bèze

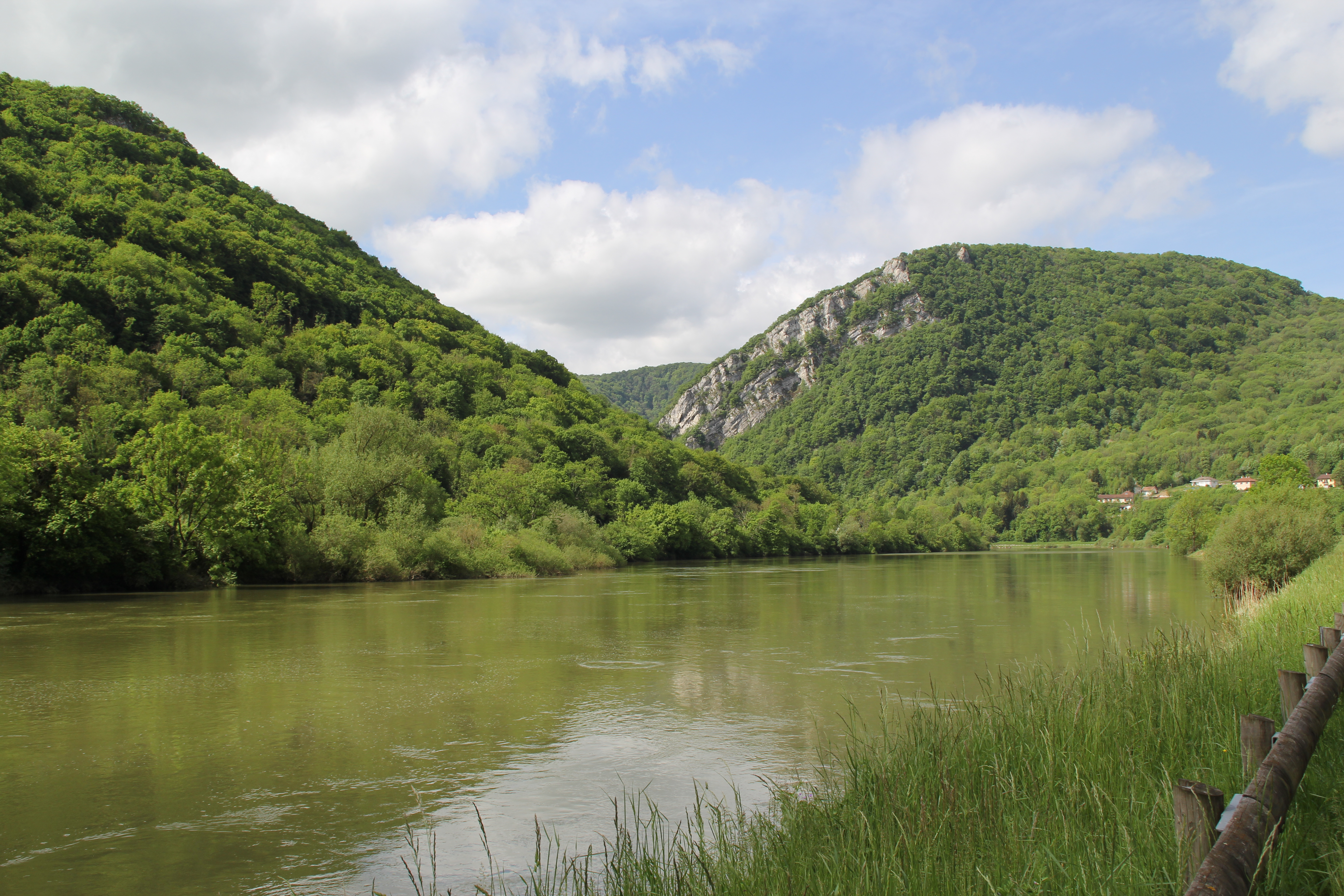
Der Doubs

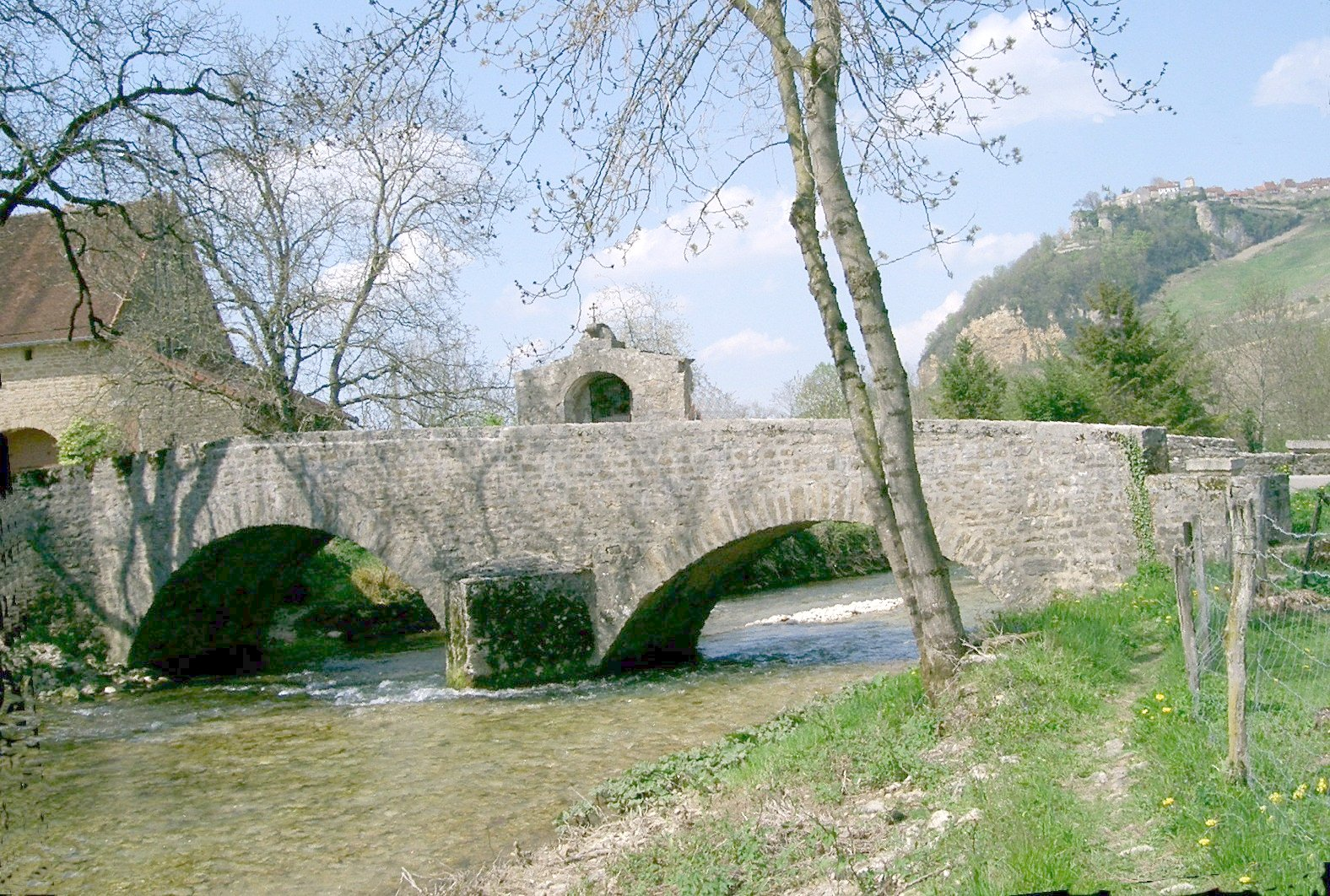
Die Seille

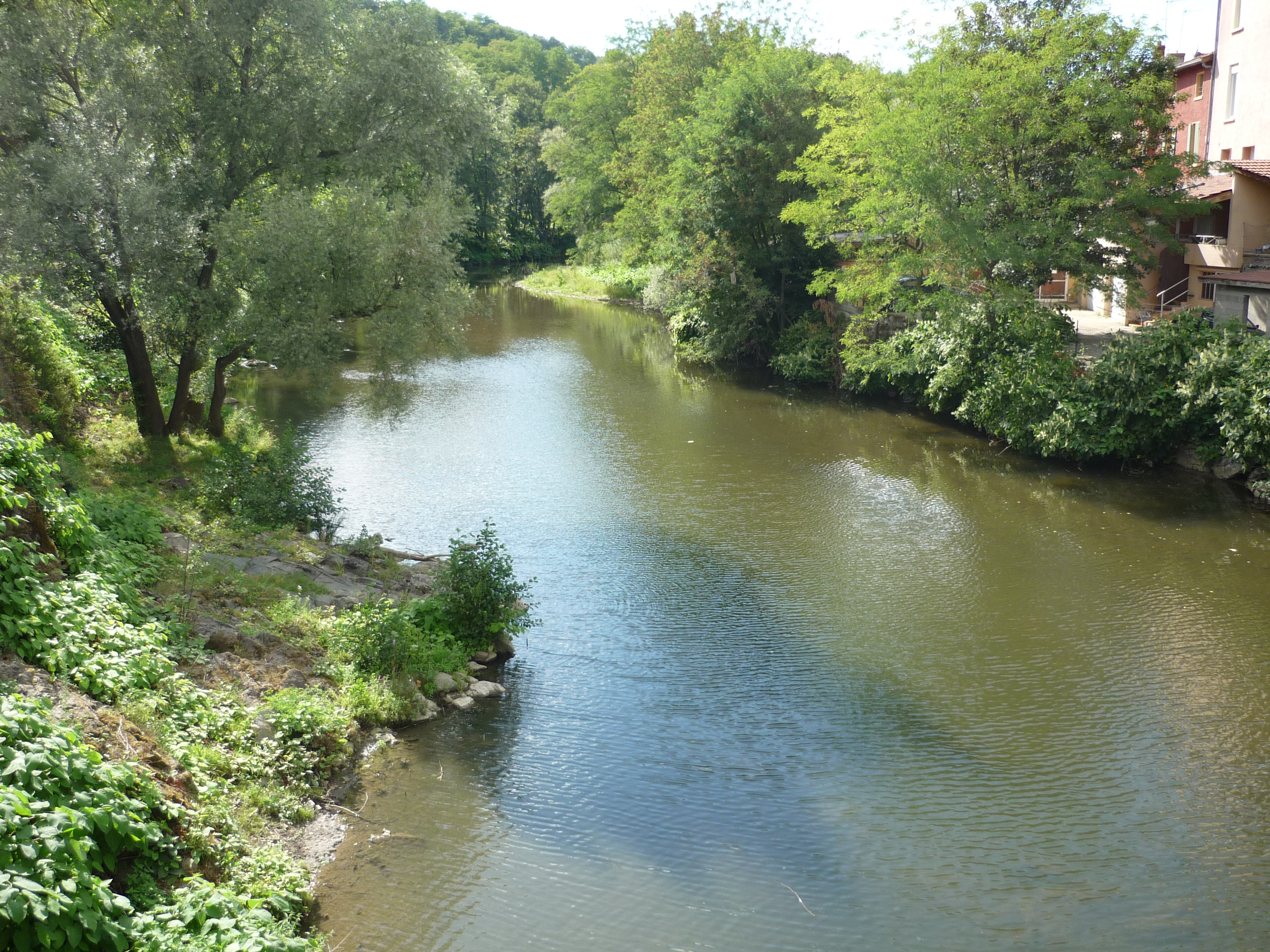
Der Azergues

| linke Zuflüsse: - Tublot - Bief de Murey - Bief de la Vigne - Vèze - Bief du Vanais - Noue - Aillon - Ausson - Raie de Saint-Georges - Raie du Grand Meix - Doubs - Bief - Cosne d’Épinossous - Ruisseau de Montbeurne - Bief du Rouge - Prare - Tenarre - Seille - Bief de Longely - Bief du Lard - Reyssouze - Bief de la Jutane - Loëze - Virolet - Bief de Saint-Maurice - Veyle - Creusençon - Avanon - Chalaronne - Petite Calonne - Calonne - Appéum - Mâtre - Rougeat - Marmont - Formans - Grand Rieux - Ruisseau des Échets - Ruisseau des Vosges | rechte Zuflüsse: - Bèze - Ruisseau de la Étang Poncey - Bief de Ciel - Queulop - Tille - Renot - Noue des Bleus - Ouche - Vouge - Raie du Lac - Ruisseau de la Deuxième Raie - Gabro - Dheune - Vandaine - Varande - Ruisseau du Creux de Enfer - Bief de Saudon - Bief de la Reppe - Raie du Thou - Grand Margon - Corne - Grosne - Raie de Musson - Bief de Merdery - Natouze - Dolive - Bief Rey - Ruisseau Bettevoux - Ruisseau de Fréby - Gravaise - Bourbonne - Mouge - Ruisseau Bonnetin - Tariaudin - Petite Grosne - Arlois - Bief Chambeau - Mauvaise - Bief Mornand - Douby - Bief de Sarron - Ardière - Mézerine - Sancillon - Vauxonne - Marverand - Nizerand - Morgon - Azergues - Thoux - Ruisseau de Rochecardon - Ruisseau des Planches |